# Anna Russell
Anna Worsley Russell (Brístol, noviembre de 1807-11 de noviembre de 1876) fue una botánica y micóloga inglesa. Ha sido descrita como «quizás la más capaz y más destacada mujer botánica de campo de su tiempo».
Anna nació en noviembre de 1807 en Bristol, y fue una de al menos siete hijos nacidos de Philip John Worsley, que era un refinador de azúcar. Su familia eran unitarios y varios de ellos tenían intereses científicos; desde niña se la animó en su interés por la historia natural. Al principio estudió entomología, pero más tarde se interesó por las plantas. El cuñado de Anna, Thomas Butler, quien más tarde sería el rector de una parroquia cerca de Nottingham y el padre del novelista Samuel Butler, tenía un gran interés en la botánica y pudo haber influido en Anna.
En 1835, se publicó el primer volumen de la New Botanist's Guide de Hewett Cottrell Watson, que contenía contribuciones sustanciales de Worsley, a saber, una lista de plantas con flores en el área de Bristol. Esto trajo una mayor atención a su trabajo y en 1839 publicó su Catálogo de Plantas, encontradas en el Barrio de Newbury, desarrollado en treinta y un páginas e incluyó los primeros registros en Berkshire de más de sesenta especies. Pronto se unió a la Sociedad Botánica de Londres y contribuyó activamente a sus intercambios de muestras. También desarrolló interés por los musgos y hongos.
Worsley se casó con Frederick Russell en 1844. Russell también era un unitario y un botánico; habían sido amigos durante varios años, Russell acompañaba a Worsley en las expediciones de recolección de plantas y recogía algunos especímenes para ella. Al principio vivieron en Brislington, cerca de Bristol, pero en 1856 se trasladaron a Kenilworth, Warwickshire. Estudió los hongos en el área local, publicando un artículo en el Journal of Botany sobre especies locales raras y preparando más de setecientos treinta dibujos.
Anna Russell murió en Kenilworth el 11 de noviembre de 1876. Su marido había muerto antes que ella y no tenían hijos. Dejó sus dibujos al Museo de Historia Natural de Londres, donde todavía se conservan, y su herbario y colección de huevos de aves al Instituto de Birmingham y Midland.
- La abreviatura «A.W.Russell» se emplea para indicar a Anna Russell como autoridad en la descripción y clasificación científica de los vegetales.[5]